# Eleutherodactylus quaquaversus
Eleutherodactylus quaquaversus là một loài ếch ở Leptodactylidae.
Nó được tìm thấy ở Colombia, Ecuador, và Peru.
Các môi trường sống tự nhiên của chúng là các khu rừng ẩm ướt đất thấp nhiệt đới hoặc cận nhiệt đới và các khu rừng vùng núi ẩm nhiệt đới hoặc cận nhiệt đới.